# Ёкай
Ёкай (яп. 妖怪 ё:кай) — сверхъестественное существо японской мифологии, разновидность обакэ. В японском языке слово «ёкай» имеет очень широкое значение и может обозначать практически все сверхъестественные существа японской мифологии, или даже заимствованные из европейской: от злобных они до кицунэ или снежной женщины Юки-онна.

## Виды ёкаев

### Мистические животные
В японской мифологии часто упоминаются животные, обладающие волшебной силой. Согласно легендам, большинство из них обладает антропоморфными чертами или умеет обращаться в людей (такие оборотни называются хэнгэ (яп. 変化).
В японских мифах часто встречаются следующие типы таких существ:
- Тануки, енотовидные собаки.
- Кицунэ, лисы.
- Хэби, змеи.
- Мудзина, барсуки.
- Бакэнэко и нэкомата, кошки.
- Оками, волки.
- Цутигумо, гигантские пауки.
- Инугами, собаки.
- Тэнгу, вороны.
- Каппа, лягушка-черепаха.
- Цуру, журавли. Очень редко превращаются в людей, в человеческом облике — очень добрые, милые, красивые существа со всепонимающим взглядом. Часто принимают облик странствующих монахов и путешествуют в поисках нуждающихся в их помощи. Ненавидят насилие.
- Нэдзуми, крысы. В человеческом облике — маленькие мерзкие людишки без всяких моральных принципов, с отличным нюхом и зрением. Становятся шпионами и убийцами.

### Они
Они — это демоны-людоеды. Обычно они отличаются огромными размерами, а также ярко-красной кожей, но встречаются упоминания и о маленьких они. Эти существа умеют обращаться в иных гуманоидных существ и очень любят человеческое мясо.

### Цукумогами
Цукумогами — это название целого класса существ, которыми, по легендам, могли стать предметы обихода, которым больше ста лет. Это Бакэдзоури (сандалии), Каракаса (старые зонты), Камэоса (фляги для сакэ), Моридзи-но-Кама (чайники).

### Ёкаи, когда-то бывшие людьми
Юрэй (яп. 幽霊 Ю:рэй, досл. «Потусторонний (неясный) дух», «призрак») — термин в японской мифологии, употребляющийся в частности относительно духов умерших людей. Зачастую безобидные привидения, не причиняющие вреда живым людям. За исключением призраков, переполненных определёнными чувствами, которые могли бы толкнуть их к превращению в злобного духа, мононокэ.
Мононокэ (яп. 物の怪 Мононокэ, досл. «Воплощённый злой дух», то есть являющийся не призраком, а вполне материальным существом) — существа, куда сильнее обычных ёкаев, так как это люди, или реже — животные, которые обратились в ёкаев под действием тяготящих их чувств, таких как ненависть, злоба, зависть, месть, ревность и др.
Мононокэ упоминаются в японской литературе как целый класс существ, обладающих значительной силой, превзойти которую может только Аякаси, являющийся в теории хозяином или властелином мононокэ. Целью мононокэ, зачастую, является банальное убийство людей, являющихся объектом сильных негативных эмоций, пробудивших духа. Иногда мононокэ играют с людьми, обманывая их всяческими образами.

### Аякаси
Аякаси (яп. 妖 Аякаси, досл. «Сверхъестественное создание») — дух, появляющийся после кораблекрушения. В современном применении слово является приблизительным синонимом слова «ёкай», или же означает вообще сверхъестественные явления.

### Классификация ёкаев по месту их обитания
Существует также классификация ёкаев по месту обитания.
Согласно ей, всех ёкаев можно разделить на 5 больших групп:
- Живущие в горах — к ним относятся летающие демоны тэнгу и ведьма ямауба;
- Живущие на обочинах дорог — например, одноглазый хитоцумэ-кодзо, безликий ноппэрапон и гигантское чудище — микоси нюдо;
- Живущие в доме — домовой — дзасики-вараси и хранитель амбара — кура-бокко;
- Живущие в водоёмах — к этому типу относятся как морские ёкаи — корабль-призрак — фунаюрэй и появляющаяся на морском берегу в женском обличье исо-онна — так и речные — водяной каппа; ёкай непроточных вод — нуси. Амабиэ обычно живёт в морях или реках, но может появляться и на заливных полях.
- Среди передвигающихся, постоянно меняющих своё местонахождение особенно выделяется лошадь без головы — кубикирэ-ума.